# بين القصرين (فلم)
بين القصرين هو فيلم مصري عُرض عام 1964، الفيلم مأخوذ عن رواية بين القصرين وهي الجزء الأول من ثلاثية نجيب محفوظ، بطولة يحيى شاهين وآمال زايد وصلاح قابيل وعبد المنعم إبراهيم ومها صبري وزيزي البدراوي، ومن إخراج حسن الإمام. الفيلم ضمن قائمة أفضل مئة فيلم مصري.

## قصة الفيلم
استنادًا إلى الجزء الأول من ثلاثية (نجيب محفوظ) الروائية، يستعرض الفيلم المسارات الحياتية لأسرة السيد (أحمد عبد الجواد) خلال فترة الاحتلال الإنجليزي، وقبيل اندلاع ثورة 1919، بدءًا من رب الأسرة الذي يتعامل بصرامة شديدة مع أفراد عائلته، بينما هو يعيش ليلًا حياة من اللهو والانحلال، وابنه (فهمي) الذي ينضم لأحد التنظيمات السياسية السرية، والابن الأكبر (ياسين) الذي يحذو حذو والده في ملاحقة النساء.
يحاول الكاتب أن يظهر أكثر من صورة في هذه القصة ما بين الشعب المصري أيام الاحتلال البريطاني ومابين الشباب المقاوم وكيفية تكوينه جمعيات سرية لطرد المحتلين عن مصر. وعن نظرة المجتمع للمرأة حينها ومفاهيم الرجل الشرقي واختلافاته داخل وخارج البيت وفي وسط أحداث الاحتلال والمقاومة يسرد لنا قصة أسرة مصرية تمثل حينها معظم الأسر في مصر وكيف ينظر المجتمع للرجل والمرأة والتفرقة بينهما في البيت، حيث ينحصر دور المرأة في التربية وخدمة الرجل وتأمين راحته، وليس لها الحق أن تطالب بحقوقها أو حتى تبدي رأيا في أي موضوع وإن كان يخصها. حتى أنها لم تكن تستطيع أن تشاركهم الأكل على طاولة واحدة في ذلك الوقت بينما الرجل -وخاصة رب البيت-هو الآمر الناهي الملقب (بسي سيد) كلامه يطاع بدون نقاش وله الأولاوية دائما ومن جميع أسر مصر اختار الكاتب أسرة السيد أحمد عبد الجواد (أبو ياسين)، الأسرة تتكون من زوجته أم فهمي و3 أولاد وبنتين.

## الشخصيات الرئيسية
- السيد أحمد عبد الجواد: رب الأسرة، هو السيد الوقور المطاع والآمر الناهي، ولكن خارج المنزل كان شيئا آخر، يعيش حياة اللهو والسكر والعربدة، ومرافقة الراقصات الغواني.
- أمينة – أم فهمي: زوجته الثانية وكانت مثلا للزوجة المصرية المطيعة التي لا تخالف أمر زوجها وتخاف منه وتهابه.
- ياسين: الولد البكر من زوجته الأولى، يعمل ككاتب في المدرسة ولم تكن له أي ميول سياسية، شخصيته مرحة وكان يبحث عن راحته في أي مكان في الشارع أو في القهوة وكان مركز اهتمامه النساء والمرح معهم.
- فهمي: طالب في الجامعة شخصيته تختلف تماما عن أخيه فهو وطني بمعنى الكلمة واهتماماته كانت سياسية وغير راض عن وضع بلده والاحتلال ومستعد بالتضحية بحياته حتى تتحرر مصر.
- كمال: هو آخر العنقود لم يكمل العشر سنوات من عمره وكأي طفل متعلق بأمه ويحب اللعب والدراسة وملم بما يحدث حوله.
- خديجة وعائشة: هما كأي بنت في بيتها يقتصر دورهما على رعاية والدهما وإخواتهما والمساعدة في أعمال البيت والإحساس بالقهر والظلم.

## طاقم التمثيل
- يحيى شاهين: (السيد أحمد عبد الجواد)
- زيزي البدراوي: (مريم رضوان)
- مها صبري: (السلطانة زبيدة)
- عبد المنعم إبراهيم: (ياسين عبد الجواد)
- صلاح قابيل: (فهمي عبد الجواد)
- آمال زايد: (أمينة)
- سهير الباروني: (خديجة عبد الجواد)
- هالة فاخر: (عائشة عبد الجواد)
- نعمت مختار: (خادمة زبيدة)
- ميمي شكيب: (جليلة العالمة)
- وجدي العربي: (الطفل كمال عبد الجواد)
- زوزو نبيل: (أم ياسين)
- قطقوطة: (زينب محمد عفت)
- محمد رضا: (محمد عفت)
- عزت العلايلي: (إبراهيم - طالب جامعي)
- منير التوني: (أدهم - طالب جامعي)
- سعيد خليل: (القس في المسجد)
- حامد مرسي: (إبراهيم الفار)
- إبراهيم الشامي: (الشيخ الأزهري)
- مصطفى الشريف: (طالب جامعي)
- رشوان توفيق: (محمد كامل - ضابط قسم الجمالية)
- أنور محمد: (جلجل - صبي العالمة (
- حسين إسماعيل: (جميل الحمزاوي)
- عبد المحسن سليم: (صاحب مقلب الفرح)
- نبيل منيب: (طالب جامعي)
- محمد سلطان: (طالب جامعي)
- سعد قطب: (طالب جامعي)
- محمد صبيح: (الفولي - اللبان)
- ثريا فخري: (لطيفة هانم)
- فيكتوريا كوهين: (أم حنفي)
- سيدة إسماعيل
- مقبولة علم الدين
- خديجة محمود
- سعاد أحمد
- سناء الباروني: (غناء)
- أديب الطرابلسي: (عسكري إنجليزي)
- فيفي يوسف: (أم مريم)
- سميحة محمد: (عالمة)
- مطاوع عويس: (رجل في الحارة)
- فتحية علي: (أم أمينة)
- بدر الدين جمجوم: (حسني الفولي - اللبان)
- فاروق نجيب: (طالب جامعي)
- إسكندر منسي: (قِس مع الثائرين)
- رفيعة هانم: (عالمة)
- عباس الدالي: (مع الثائرين)
- إبراهيم حشمت: (الطبيب)

## فريق العمل
- إخراج: حسن الإمام
- قصة: نجيب محفوظ
- سيناريو وحوار: يوسف جوهر
- مدير التصوير: مصطفى حسن
- مونتاج: رشيدة عبد السلام
- موسيقى تصويرية: علي إسماعيل
- إنتاج: الشركة العامة للإنتاج السينمائي العربي (جبرائيل تلحمي)
- توزيع: الشركة العامة لتوزيع وعرض الأفلام السينمائية